# Le Roman de cousine Laure
Pour les articles homonymes, voir Tillie.
Pour plus de détails, voir Fiche technique et Distribution.

Le Roman de cousine Laure (titre original : Tillie) est un film muet américain réalisé par Frank Urson et sorti en 1922.

## Fiche technique
- Titre : Le Roman de cousine Laure
- Titre original : Tillie
- Réalisation : Frank Urson
- Scénario : Alice Eyton, d'après le roman de Helen Reimensnyder Martin
- Photographie : Allen M. Davey
- Pays de production :  États-Unis
- Langue : film muet avec les intertitres en anglais
- Format : Noir et blanc — 35 mm — 1,33:1 — Muet
- Genre : Film dramatique
- Durée : 50 minutes
- Date de sortie : 
  - États-Unis : 29 janvier 1922

## Distribution
- Mary Miles Minter : Tillie Getz
- Noah Beery : Jacob Getz
- Allan Forrest : Jack Fairchild
- Lucien Littlefield : Doc Weaver
- Lillian Leighton : Sarah Oberholtzzer
- Marie Treboul : Sallie Getz
- Virginia Adair : Louisa
- Robert Anderson : Absalom Puntz
- Edward Cooper : l'avocat